# Eparchia di Skopin
L'eparchia di Skopin (in russo Скопинская епархия?) è una diocesi della Chiesa ortodossa russa, appartenente alla metropolia di Rjazan'.

## Territorio
L'eparchia comprende la città di Skopin e i rajon Korablinskij, Miloslavskij, Aleksandro-Nevskij, Putjatinskij, Rjazanskij, Sapožkovskij, Saraevskij, Skopinskij, Ucholovskij e Šackij nell'oblast' di Rjazan' nel circondario federale centrale.
Sede eparchiale è la città di Skopin, dove si trova la cattedrale.
L'eparca ha il titolo ufficiale di «eparca di Skopin e di Šack ».

## Storia
L'eparchia è stata eretta dal Santo Sinodo della Chiesa ortodossa russa il 5 ottobre 2011 ricavandone il territorio dall'eparchia di Rjazan', e contestualmente è entrata a far parte della metropolia di Rjazan'.